# ザ・ザ・ガボール
ザ・ザ・ガボール (Zsa Zsa Gabor [(ˈʒɑːʒɑː ˈɡɑːbɔɚ, -ɡəˈbɔːɚ]、ハンガリーではガーボル・ジャジャ (Gábor Zsazsa [ˈɡɑ̈ːbor ˌʒɒʒɒ])、出生名:ガーボル・シャーリ (Gábor Sári [ˈɡɑ̈ːbor ˌʃɑ̈ːri]))、1917年2月6日 - 2016年12月18日）は、ハンガリー出身のアメリカ合衆国の女優、ソーシャライト。「ザ・ザ・ガボール」は日本における慣用転写で、原語の英語の発音はジャ・ジャ・ガボーアに近い。Zsa Zsa Gaborは渡米後に改名した英語名で、ハンガリー語の本名はガーボル・シャーリ (Gábor Sári)。姉妹は女優のエヴァ・ガボール、マグダ・ガボール。
ガボールはウィーンの舞台でその経歴を始め、1936年にミス・ハンガリーに選ばれた。1941年にハンガリーからアメリカに移住。「ヨーロッパの風格と様式」を持つ女優として人気になった。彼女は「魅力と優美さを発散する」という個性を持っているとみなされた。彼女の最初の出演映画は「Lovely to Look At」だった。その後、「結婚協奏曲」、ジョン・ヒューストン監督映画「赤い風車」など数々の映画に出演。ヒューストンは後に彼女を「称賛に値する」女優と表現した。
彼女は演技の経歴の外で、贅沢なハリウッドでの生活様式、華やかな人格、そして多くの結婚歴で知られた。ガボールは計9回結婚しており、その中にはヒルトンホテル創設者のコンラッド・ヒルトンや俳優ジョージ・サンダースが含まれる。彼女はかつてこう語った。「男性は常に私が好きで、そして、私は常に男性が好きだった。しかし、私は男っぽい男性、女性と話す方法と扱い方を知っている人が好きだ－筋肉を持った男性だけでなくて」。

## 人物
妹のエヴァ・ガボールと共にハリウッドに渡り、テレビ番組や映画に出るようになるが、女優としてよりもその豪華なライフスタイルなど、社交界の方で有名である。妹のエヴァ、姉のマグダも女優で「ガボール三姉妹」として有名だった。姉と妹にもやはり多くの結婚・離婚歴がある。母のジュリーはいわゆるステージママとして有名。娘のフランチェスカ(1947～2015)は母ジュリーの唯一の孫である。
1989年に期限切れのナンバープレートをつけて自動車を運転しているところを警察官に見つかり止められるとその警察官を張り倒したため、3日間の禁固刑を受けた。

## 健康
ザ・ザは2002年に起こした交通事故が原因で体の一部が麻痺、数週間の入院を余儀なくされた。2005年には脳梗塞を発症、開頭手術により血栓を除去する大事に至ったが数週間後無事退院した。しかし、以後は健康状態が悪化の一途をたどる。
2007年には前回の手術に関連した手術を受けたが、術後に感染症を起こし再手術を受けている。
2010年7月にはベッドから転倒して股関節部損傷の手術を受けたが、退院後に血栓症状を発症して再入院、翌月無事退院している。
2011年1月には血栓に起因する壊疽の症状が右脚に出たため再入院、一時は危篤が伝えられる状態となったものの、右脚切断手術を受けて危機を乗り切ったが同年に胃に入れられた栄養チューブから出血したため病院に緊急搬送されたという。
5月には肺炎を起こして入院、治療後退院したが、その翌日には栄養チューブ挿入部の感染症に起因する胃の大出血で再び病院に緊急搬送され手術を受けた。術後一時は昏睡状態・無反応状態の重体にまで陥ったが、6日後意識を回復している。
2016年12月18日、心臓発作のため自宅で死去。99歳没。

## 私生活
ガボールは9回結婚した。7回離婚し、1回の結婚は無効になった。彼女の自伝で「何よりも私は結婚するのが大好きだ。」と書いている。「私は仲間を愛し、私は男（チキンスープとハンガリーの私の特別なドラキュラ風グヤーシュのような単純なもの）のために料理することを愛し、すべての時間を男性と過ごすのが好き。もちろん、私は恋をするのが好きだが、しかし、本当に私を満たすのは結婚である。しかし、全ての場合がそうではない」。彼女の夫は、年代順に次の通りである。
1. ブルハン・アザス・ベルガ（英語版）（1937–41年、離婚）トルコの政治家[15][16]
2. コンラッド・ヒルトン（1942–47年、離婚）ヒルトンホテル創業者)[16][17]
3. ジョージ・サンダース（1949–54年、離婚）俳優[16][18]
4. ハーバート・ハトナー（英語版）（1962–66年、離婚）銀行家[19][20]
5. ジョシュア・コスデン・ジュニア（1966–67年、離婚）[21]
6. ジャック・ライアン（英語版）（1975–76年、離婚）デザイナー[22]
7. マイケル・オハラ（1976–82年、離婚）[23]
8. フェリペ・デ・アルバ（1983年、婚姻無効）俳優[24]
9. フレデリック・プリンツ・フォン・アンハルト（英語版）（1986年 - 2016年、死別）

ガボールの離婚は彼女の夫婦（そして婚外人）の歴史について数多くの駄洒落と風刺を生み出した。彼女は言った、「私は素晴らしい家政婦ですよ。男性と別れるたびに、彼の家を自分の物にするんですから（I am a marvelous housekeeper: Every time I leave a man I keep his house.）」（家政婦=housekeeperと彼の家=House、自分の物にする=Keepをかけた駄洒落）。彼女は「あなたには何人の夫がいたのですか?」と尋ねられたとき、「私のもの以外のという意味ですか?」と返答した。ガボールは彼女の継子ニッキーと肉体関係にあったと主張している。
1970年に、ガボールはベル・エアにある約9千平方フィートのハリウッド・リージェンシー様式の家を購入した。そこはエルヴィス・プレスリーやハワード・ヒューズが住んでいた家で、ユニークな外観のマンサード屋根を持つ。
ガボールの唯一の子供、娘コンスタンシア・フランチェスカ・ヒルトンは、1947年3月10日に生まれた。ガボールの1991年の自伝「One Lifetime Is Not」によれば、彼女の妊娠は夫のコンラッド・ヒルトンによる強姦の結果だった。彼女は姉妹の中で唯一子供を産んだ。2005年、ベル・エアー・ハウスに200万米ドルの融資を得るために彼女の署名を偽造したとして、娘を窃盗罪と詐欺罪で訴えた。しかし、ロサンゼルス郡上級裁判所は、ガボールが裁判所に出廷しなかったこと、また彼女の夫であるフレデリック・プリンツ・フォン・アンハルトによって提起された元々の訴訟に関する共同原告であるという宣誓供述書に署名しなかったと指摘した。フランチェスカ・ヒルトンは2015年に67歳で脳卒中で亡くなった。ガボールの夫は、彼女の身体的、感情的な状態への懸念から、彼女に娘の死について言わなかった。
彼女の最後の夫、フレデリック・プリンツ・フォン・アンハルトは、ドイツの旧皇族マリー・アウグステ・フォン・アンハルトが晩年に持参金目当に養子に迎えた人物である（マリー・アウグステは少なくとも10人の成人男性を養子縁組した）。プリンツ・フォン・アンハルトは、36歳の時に養子縁組したと報じられている。

## 主な出演映画
- 『結婚協奏曲』 We're Not Married! (1952)
- 『赤い風車』 Moulin Rouge (1952)
- 『リリー』 Lili (1953)
- 『底抜け最大のショウ』 3 Ring Circus (1954)
- 『黒い罠』 Touch of Evil (1958)
- 『プレイボーイ』 Boys' Night Out (1962)
- 『名犬ウォン・トン・トン』 Won Ton Ton, the Dog Who Saved Hollywood (1976)

## 補注・出典
1. ↑   、2011年8月14日閲覧。
2. ↑  ハンガリー語の名は日本語の名と同じように姓→名の順。
3. ↑  Hischak, Thomas S. The Oxford Companion to the American Musical: Theatre, Film, and Television, New York: Oxford University Press, 2008, p.271
4. ↑  Barris, George. Barris Cars of the Stars, MBI Publishing (2008), p. 71
5. ↑  Huston, John. John Huton: Interviews, Univ. Press of Mississippi (2001), p. 11
6. ↑  "Love Hints from Zsa Zsa", Life Magazine, October 15, 1951 (cover story).
7. 1 2  シネマトゥデイ (2007年9月26日). “パリス・ヒルトンの大叔母、ザ・ザ・ガボールが足を手術”. 2008年11月12日閲覧。
8. ↑  . http://www.inquisitr.com/134308/zsa-zsa-gabor-resting-at-home-after-hospital-release/
9. ↑  . https://www.cinematoday.jp/news/N0029805
10. ↑  “94歳のザ・ザ・ガボール、栄養チューブから出血して病院に緊急搬送”
11. ↑  . http://edition.cnn.com/2011/SHOWBIZ/celebrity.news.gossip/05/18/zsa.zsa.gabor.health/index.html
12. ↑  . http://www.thaindian.com/newsportal/entertainment/zsa-zsa-gabor-emerges-from-coma_100538125.html
13. ↑  “往年のハリウッド女優ザ・ザ・ガボールさん死去 99歳”. AFPBB News (フランス通信社). (2016年12月19日) 2016年12月19日閲覧。
14. ↑  "'I love being in love': Zsa Zsa Gabor on life, fame and marriage", Fox News, December 18, 2016
15. ↑  Marriage entry, 17 May 1935 Budapest 11th district, 172/1935
16. 1 2 3  Gabor, Zsa Zsa; Frank, Gerold. Zsa Zsa Gabor: My Story, The World Publishing Company, 1960.
17. 1 2  Feinberg, Alexander. "Bandit Gets $600,000 Gems in Raid on Penthouse Home: Mrs. Sari Hilton, Hotel Chain Owner's Wife, Reveals Hiding Place of Jewel Box After Intruder Threatens to Shoot Baby", The New York Times, October 5, 1947.
18. ↑  Photo of Zsa Zsa Gabor and husband George Sanders
19. ↑  "Zsa Zsa Gabor Is Married Here to Corporation Head", The New York Times, November 6, 1962.
20. ↑  "Herbert L. Hutner, Arts Adviser, Is Dead at 99", The New York Times, December 19, 2008.
21. ↑  "Zsa Zsa Decides It's Time to Sell Beauty Formulas", The New York Times, January 29, 1969.
22. ↑  "Jack Ryan Dies at 65; Designer of Barbie Doll", The New York Times, August 21, 1991.
23. ↑  Gabor, Zsa Zsa (and Wendy Leigh). One Life is Not Enough (Delacorte Press, 1991), p. 311.
24. ↑  Current Biography Yearbook (H. W. Wilson Company, 1989), p.177.
25. 1 2  “Zsa Zsa Gabor”.   imdb.com. 2018年2月21日閲覧。
26. ↑  “Xenophobe's guide to the Hungarians”.   Ovalbooks.com. 2010年8月13日閲覧。
27. 1 2  Bennetts, Leslie (2007年9月6日). “It's a Mad, Mad, Zsa Zsa World”. Vanity Fair. 2013年6月12日閲覧。
28. ↑  "Gabor dispute heads to courtroom", BBC, June 4, 2005.
29. ↑  "Zsa Zsa Gabor's lavish $11million Bel Air mansion where she died of a heart attack aged 99", Daily Mail, December 19, 2016.
30. ↑  Photo of Zsa Zsa Gabor and daughter Francesca
31. ↑  Duke, Alan (2011年4月19日). “Zsa Zsa Gabor to become new mother at 94, husband says”. CNN
32. ↑  Oldeburg, Ann (2015年1月6日). “Francesa Hilton, Zsa Zsa Gabor's daughter, dies”. USA Today. 2016年12月18日閲覧。
33. ↑  “Zsa Zsa Gabor: "I want to die in Hungary"”.   dailynewshungary.com (2016年4月17日). 2018年2月21日閲覧。
34. ↑  “Who is Prince Frederic von Anhalt? - CNN.com”. archive.org (2007年3月3日). 2016年12月21日閲覧。